# Battaglia di Byczyna
La battaglia di Byczyna, nota anche come battaglia di Pitschen (tedesco: Pitschen; polacco: Byczyna), fu la battaglia decisiva della guerra di successione polacca del 1587-1588, che vide lo scontro tra i due rivali pretendenti al trono polacco. La battaglia si concluse con una schiacciante vittoria per la fazione polacco-svedese, guidata dal re eletto di origine svedese Sigismondo III Vasa, sull'esercito del suo rivale al trono, Massimiliano III, arciduca d'Austria.
Lo scontro avvenne vicino alla città slesiana di Pitschen (l'odierna Byczyna), quindi a pochi chilometri dal territorio della Polonia-Lituania. I sostenitori di Sigismondo erano guidati dal cancelliere e grande atamano della corona Jan Zamoyski. L'esercito della fazione polacco-austriaca (o asburgica) fu in gran parte annientato, l'arciduca fu catturato e la sua causa terminò bruscamente. Successivamente Massimiliano III rinunciò al trono polacco.

## Contesto storico
Nel 1586, in seguito alla morte del precedente re polacco, Stefano I Báthory, il duca svedese Sigismondo III Vasa e l'asburgico Massimiliano III, arciduca d'Austria, parteciparono all'elezione al trono congiunto polacco-lituano. Ciascuno dei due candidati aveva sostenitori all'interno della Confederazione polacco-lituana, con le due parti opposte raccolte una attorno al cancelliere filo-Sigismondo e grande atamano della corona Jan Zamoyski e al primate di Polonia, Stanisław Karnkowski e l'altra attorno alla famiglia Zborowski, filo-Massimiliana. La rivalità tra le famiglie Zamoyski e Zborowski risaliva a anni prima e le tensioni durante le elezioni erano sempre altissime.
Sigismondo, sostenuto da Zamoyski e dall'ex moglie del re, Anna Jagellona, fu eletto re della Confederazione polacco-lituana il 19 agosto 1587 e riconosciuto come tale dall'interrex, il primate Karnkowski. L'elezione fu tuttavia contestata, da Massimiliano III e gli oppositori di Sigismondo scelsero di non rispettare l'esito elettorale, decretando, il 22 agosto, Massimiliano come il legittimo monarca. La famiglia Zborowski chiese un rokosz (diritto legittimo di ribellarsi) e le elezioni si conclusero così nel caos, con diversi morti e molti feriti. Per entrambe le famiglie Zamoyski e Zborowski, perdere non era un'opzione, poiché sapevano che la parte perdente avrebbe probabilmente pagato un prezzo molto alto, dalle confische e la perdita di prestigio a una possibile condanna a morte per alto tradimento.
Nessuno dei due pretendenti al trono si trovava nella Confederazione. Dopo aver ricevuto la notizia dell'elezione, sia Sigismondo che Massimiliano si affrettarono ad andare in Polonia. Sigismondo arrivò a Danzica (Gdańsk) il 28 settembre e, dopo circa due settimane, partì per Cracovia. Arrivò in città il 9 dicembre e il 27 dello stesso mese venne incoronato.
Massimiliano III tentò di risolvere la disputa portando una forza militare in Polonia, dando così inizio alla guerra di successione polacca. Alla fine del 1587, l'esercito di Massimiliano III assediò la città di Cracovia, difesa con successo dal grande atamano della corona Jan Zamoyski. L'assedio si rivelò un fallimento, così l'arciduca decise di ritirarsi per raccogliere più rinforzi, ma fu inseguito dalle forze fedeli a Sigismondo. Inizialmente Zamoyski voleva evitare uno scontro, poiché sperava in più rinforzi e rifornimenti, ma, quando divenne evidente che Massimiliano sarebbe stato rinforzato per primo, decise di premere per un attacco. Ricevette anche il permesso del Re di attraversare il confine e attaccare Massimiliano in Slesia. Zamoyski divise il suo esercito in diversi reggimenti che erano in grado di marciare velocemente, circa 24 chilometri al giorno. Una settimana dopo, riformò il suo esercito vicino a Częstochowa. Nel frattempo, il 22 gennaio 1588, Massimiliano varcò il confine e si diresse verso la cittadina di Byczyna (Pitschen).

## Forze in campo

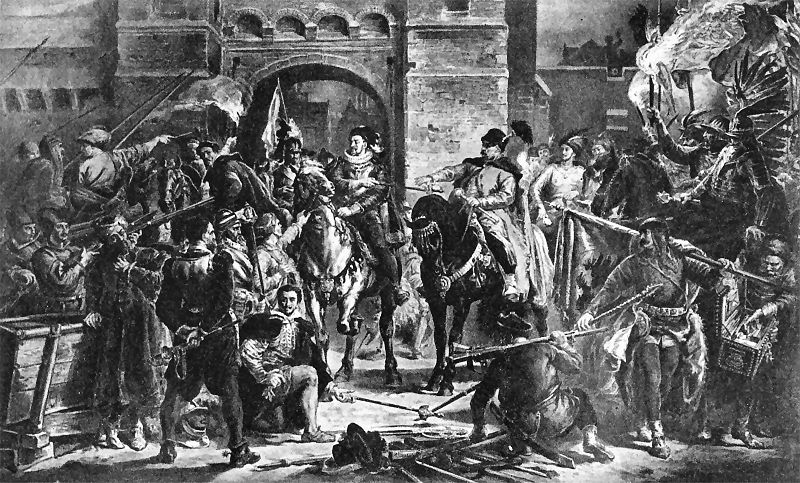
Jan Zamoyski alla battaglia di Byczyna nel 1588, disegno di Jan Matejko

Ciascuna parte aveva forze comparabili: Massimiliano aveva circa 6 500 uomini, la metà dei quali (3 290) erano di fanteria. I suoi uomini provenivano principalmente dalla Slesia, dall'Ungheria e dalla Moravia, mentre l'artiglieria era composta da quattro pezzi pesanti e circa una dozzina di pezzi più leggeri. Le forze di Zamoyski ammontavano a circa 6 000 uomini, di cui 3 700 cavalieri e 2 300 fanti, e diversi cannoni. I sostenitori polacchi di Massimiliano erano circa 600 cavalieri, tutti sotto il comando di Stanisław Stadnicki soprannominato "Il Diavolo di Łańcut". Un altro importante sostenitore polacco di Massimiliano presente nella battaglia fu il poeta Adam Czahrowski. Complessivamente le forze di Massimiliano erano in vantaggio nella fanteria, mentre quelle di Zamoyski nella cavalleria. I polacchi prediligevano la cavalleria, che aveva una mobilità superiore e utilizzava tattiche di carica efficaci, ma significava anche che la loro fanteria era troppo orientata al supporto della cavalleria.

## Svolgimento

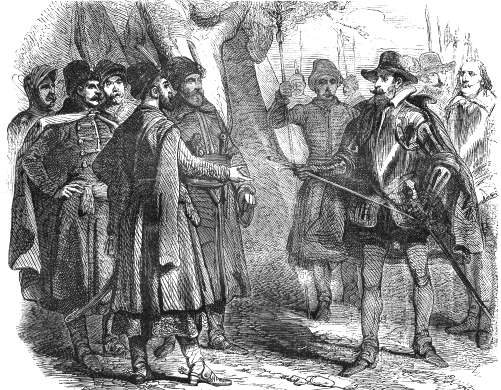
Jan Zamoyski prende l'arciduca Massimiliano III d'Austria come prigioniero di guerra, litografia di Ange Louis Janet

Nella notte del 24 gennaio l'esercito dell'arciduca prese posizione a est della cittadina di Byczyna, sulla strada reale che portava in Polonia. Si sentivano al sicuro nel loro accampamento, sul lato asburgico del confine, e non si aspettavano che i polacchi lo attraversassero. Zamoyski schierò le sue forze in tre linee e fu in grado di posizionarle ad angolo rispetto alla linea avversaria.
La posizione esatta dell'esercito polacco è tuttora sconosciuta, ma parte del fianco destro polacco, muovendosi silenziosamente nella fitta nebbia, circondò il fianco sinistro dell'esercito di Massimiliano. Dopo che la nebbia iniziò a diradarsi, l'arciduca si rese conto che la sua forza era stata fiancheggiata e che quindi la sua ritirata a Byczyna era minacciata. Ordinò un attacco, ma una cattiva comunicazione dei suoi ordini confuse parte del suo esercito e il reggimento ungherese iniziò a ritirarsi. L'ala sinistra polacca, al comando del futuro atamano Stanisław Żółkiewski, disperse le unità avversarie. La battaglia vide più azioni di fanteria di molte altre del Confederazione ma, anche la cavalleria polacca (ussari alati polacchi) giocò un ruolo importante. La battaglia iniziò con alcuni duelli tra lisowczycy (campioni di cavalleria), presto seguiti da cariche di cavalleria polacca sul fianco sinistro e al centro, che non portarono a sfondamenti significativi per nessuna delle due parti. Alla fine un contrattacco degli ussari polacchi sul fianco sinistro sbaragliò la cavalleria ungherese di Massimiliano e costrinse il suo esercito a iniziare a cedere terreno. La sanguinosa ritirata si trasformò rapidamente in una disfatta generale durante la quale l'esercito dell'arciduca subì pesanti perdite.
L'intera battaglia durò circa una o due ore. Massimiliano fu costretto a rifugiarsi a Byczyna, ma l'esercito della Confederazione prese il controllo della sua artiglieria e puntò i cannoni sulla città. Prima che le forze polacche iniziassero il loro assalto, Massimiliano si arrese e fu fatto prigioniero. La battaglia quindi si concluse con una decisiva vittoria per la fazione polacco-svedese.

## Conseguenze
Le vittime esatte non sono note, ma l'esercito dell'arciduca subì le perdite più pesanti, stimate in circa 2 000, mentre i polacchi persero circa 1 000 uomini. Żółkiewski riuscì a catturare uno stendardo nemico, ma subì una ferita al ginocchio che lo rese zoppo per il resto della sua vita. Dopo l'intervento del legato pontificio Ippolito Aldobrandini, Massimiliano fu rilasciato, ma solo dopo aver trascorso tredici mesi come "ospite" di Zamoyski. Nel trattato di Bytom e Będzin (firmato il 9 marzo 1589), Massimiliano si impegnò a rinunciare alla corona polacca, e Rodolfo II, Imperatore del Sacro Romano Impero, si impegnò a non stringere alcuna alleanza contro la Polonia con la Moscovia o la Svezia. La città di Lubowla, presa all'inizio del conflitto da Massimiliano, fu restituita alla Polonia. Una volta rientrato a Vienna, però, Massimiliano ritrattò la propria rinuncia, proclamandosi nuovamente come legittimo sovrano. Questa rivendicazione non ebbe tuttavia grande seguito e non ci furono altre significative tensioni tra la Confederazione e gli Asburgo. L'arciduca rinunciò definitivamente alle proprie pretese solo nel 1598.